# 凹花皮蛛
凹花皮蛛（学名：Scytodes depressus）为花皮蛛科花皮蛛属的动物。在中国大陆，分布于天津等地。该物种的模式产地在天津。